# Paraíso Particular
Paraíso Particular é o décimo primeiro álbum ao vivo do cantor e compositor  brasileiro Gusttavo Lima, lançado em 11 de abril de 2024, pela Sony Music.

## Antecedentes e gravação
O álbum foi marcado pela gravação na casa do próprio cantor, em Bela Vista, no estado de Goiás, no dia 4 de julho de 2023, como continuação da comemoração de 15 anos de carreira, após o lançamento do álbum anterior O Embaixador - 15 Anos. O show contou com participações especiais de Ana Castela, Bruno & Denner, Bruno & Marrone, George Henrique & Rodrigo, Gustavo Mioto, Hugo & Guilherme, Murilo Huff, Mari Fernandez, Maiara & Maraisa, Matheus & Kauan, Simone Mendes e Wesley Safadão. Alguns nomes como Jorge & Mateus foram anunciados, mas acabaram não participando e causou burburinhos na internet.

## Lançamento
A partir do dia 8 de julho, com a disponibilização do single Mala dos Porta-Mala, com a participação de Matheus & Kauan, depois disso, foi lançado o primeiro EP, com 5 faixas. Em dezembro, foi lançado o "Vol. 1", sendo replicado a cada single lançado. Em 12 de abril de 2024, o álbum foi lançado na íntegra.

## Singles
| Lançamento              | Música                                    |
| ----------------------- | ----------------------------------------- |
| 8 de julho de 2023      | Mala dos Porta-Mala (com Matheus & Kauan) |
| 8 de julho de 2023      | Oi Vida (com Wesley Safadão)              |
| 10 de julho de 2023     | Oficializar (com Maiara & Maraisa)        |
| 30 de agosto de 2023    | Canudinho (com Ana Castela)               |
| 16 de novembro de 2023  | Torce o Olho (com Hugo & Guilherme)       |
| 30 de novembro de 2023  | Todo Mundo Me Ama                         |
| 14 de dezembro de 2023  | Sozinha (com George Henrique & Rodrigo)   |
| 11 de janeiro de 2024   | Não Posso Falar                           |
| 25 de janeiro de 2024   | 30 Cadeados (com Mari Fernandez)          |
| 21 de fevereiro de 2024 | Relação Errada (com Bruno & Marrone)      |
| 11 de abril de 2024     | Livramento (com Gustavo Mioto)            |
| 11 de abril de 2024     | Cep Novo (com Murilo Huff)                |

## Lista de faixas
| N.º            | Título                                        | Compositor(es)                                                                                    | Duração |  |
| 1.             | "Milionário"                                  | Denner Ferrari Felipe Goffi Jimmy Luzzo                                                           | 2:53    |  |
| 2.             | "Cep Novo" (part. Murilo Huff)                | Alex Alves João Augusto Mateus Candotti Matheus Di Pádua Samuel Deolli Wallas Dias                | 3:14    |  |
| 3.             | "Livramento" (part. Gustavo Mioto)            | Marco Carvalho Matheus Cott                                                                       | 3:08    |  |
| 4.             | "Beijo Culposo"                               | Douglas Mello Flavinho Tinto Nando Marx Philipe Pancadinha Victor Hugo                            | 3:52    |  |
| 5.             | "Relação Errada" (part. Bruno & Marrone)      | Cristian Luz Henrique Moura Tunico Moura                                                          | 2:53    |  |
| 6.             | "30 Cadeados" (part. Mari Fernandez)          | Bia Frazo De Ângelo Denner Ferrari Gusttavo Lima Renno Poeta Willian Bruno                        | 2:47    |  |
| 7.             | "Canudinho" (part. Ana Castela)               | Bia Frazo Dan Candido Klebin Matheus Araujo Rafael Quadros                                        | 2:04    |  |
| 8.             | "Sozinha" (part. George Henrique & Rodrigo)   | Rafa Borges De Angelo Junior Pepato Elcio Di Carvalho Diego Silveira                              | 3:00    |  |
| 9.             | "Mala dos Porta-Mala" (part. Matheus & Kauan) | Mateus Candotti Philipe Pancadinha Felipe KeF Kaique KeF                                          | 2:33    |  |
| 10.            | "Torce o Olho" (part. Hugo & Guilherme)       | Vinni Miranda Gui Prado Felipe Quesada Waléria Leão Vitor Cadorini Vitória Cadorini Yago Cadorini | 2:47    |  |
| 11.            | "Oi Vida" (part. Wesley Safadão)              | Denner Ferrari Vinni Miranda Renno Poeta Marco Esteves                                            | 2:12    |  |
| 12.            | "Oficializar" (part. Maiara & Maraisa)        | Gusttavo Lima Denner Ferrari Renno Poeta Marco Esteves                                            | 2:47    |  |
| 13.            | "Mordidinha"                                  | Bruno César Elan Rúbio Juan Marcus                                                                | 2:33    |  |
| 14.            | "Inesquecível"                                | Junior Gomes Shylton Fernandes Lucas Medeiros Vitinho do Beat                                     | 2:41    |  |
| 15.            | "Compensa"                                    | Gusttavo Lima Denner Ferrari Vinni Miranda Renno Poeta Marco Esteves                              | 2:13    |  |
| 16.            | "Devolve"                                     | Vinni Miranda Waléria Leão Gui Prado Rafael Quadros William Daniel Matheus Araujo Thawan Alves    | 2:42    |  |
| 17.            | "Adivinha"                                    | Mateus Candotti Matheus Costa Lucas Ing Dani Lima                                                 | 2:52    |  |
| 18.            | "Todo Mundo Me Ama"                           | Denner Ferrari Marco Esteves Thales Lessa                                                         | 2:41    |  |
| 19.            | "Não Posso Falar"                             | Jimmy Luzzo Lucas Ing Mateus Candotti Matheus Costa Zé André                                      | 2:41    |  |
| Duração total: | Duração total:                                | Duração total:                                                                                    | 52:30   |  |

## Recepção
Quando foram lançadas as primeiras músicas, alguns fãs não receberam bem o repertório. Fora isso, o álbum já somava mais de 1 bilhão de streams (áudio e vídeo).

### Desempenho nas tabelas musicais
| Tabela musical                       | Melhor posição |
| ------------------------------------ | -------------- |
| Apple Music (Brazilian Albums Chart) | 8              |
| Spotify (Top Albums Brazil)          | 4              |

## Ficha técnica
- Produção Musical: Gusttavo Lima e Newton Fonseca
- Mixagem e Masterização: Rafael Vargas
- Direção de vídeo: Anselmo Troncoso
- Gravadora: Sony Music